# Маунтиніт
Маунтиніт (рос. маунтинит; англ. mountainite; нім. Mountainit m) — мінерал, водний силікат кальцію, натрію і калію ланцюжкової будови.

## Загальний опис
Хімічна формула: KNa2Ca2[HSi8O20] •5H2O.
Склад у % (з Півд. Африки): CaO — 13,4; Na2O — 7,9; K2O — 6,0; SiO2 — 58,5; H2O — 13,4.
Домішки: MgO (0,2).
Сингонія моноклінна.
Форми виділення: голчасто-волокнисті утворення, подібні до цеолітів.
Колір білий.
Спайність по (001).
Густина 2,36.
Твердість 4.
Знайдений у родовищі Бюлфонтейн (поблизу м. Кімберлі, Півд. Африка).
За прізв. англ. мінералога Е.Д.Маунтіна (E.D.Mountain), J.A.Gard, H.F.W.Taylor, 1957.